# Parafia św. Łucji w Warszawie
Parafia św. Łucji – parafia rzymskokatolicka należąca do dekanatu rembertowskiego, diecezji warszawsko-praskiej, metropolii warszawskiej Kościoła katolickiego, w Warszawie, w dzielnicy Rembertów. Obsługiwana przez księży diecezjalnych.

## Historia
Parafia została erygowana 1 stycznia 1981 roku z części parafii Matki Bożej Zwycięskiej przez Stefana kard. Wyszyńskiego. 

### Kościół parafialny
Kościół parafialny został wybudowany w latach 80. XX wieku. Został konsekrowany 14 września 1993 roku przez biskupa Kazimierza Romaniuka.